# Fiat Doblò
Fiat Doblò je italský osobní automobil vyráběný automobilkou Fiat. Byl uveden na trh v roce 2000 v užitkovém a osobním provedení.
Vůz ihned zaujal nabídkou vnitřního prostoru a množstvím odkládacích míst. Z počátku dodávané základní pohonné jednotky o objemu 1.2 litru byly ale příliš slabé a tak je později nahradil motor o objemu 1.4 litru. Byl dostupný i motor 1.6 16V. Z vznětových motorizací nabízel  atmosférický motor 1.9 D o výkonu 46 kW a přeplňovaný diesel 1.9 JTD ve dvou variantách (74 nebo 77 kW). V roce 2004 absolvoval vůz bariéový test euro NCAP se ziskem tří hvězdiček z pěti možných a 23 bodů. Následující rok prošel model faceliftem. Tento užitkový vůz je držitelem ocenění Van of the year 2006.
Na podzim roku 2009 byla představena nová generace. První neoficiální fotografie se několik dní před oficiálním představením dostaly na server Wikimedia Commons. Vůz byl kompletně přepracován a nabízel novou paletu motorizací. V roce 2011 vznikla nová generace Opelu Combo a byl to lehce přepracovaný Fiat Doblò. V roce 2014 Doblò prošlo faceliftem.
8. června 2022 byla představena 3. generace. Je velmi podobná vozům Citroën Berlingo nebo Peugeot Rifter/Partner. Nabídka motorů obsahuje benzínový tříválec 1.2, vznětový motor 1.5 ve dvou výkonových variantách (101 nebo 131 koní). U silnější naftové motorizace je možná manuální i automatická převodovka. Dostupná je i elektrická varianta. U osobní verze se plánoval pouze elektromobil, ale dnes se předělá užitkový vůz s vybraným motorem na osobní verzi (podobně jako u ostatních dodávek v koncernu Stellantis).

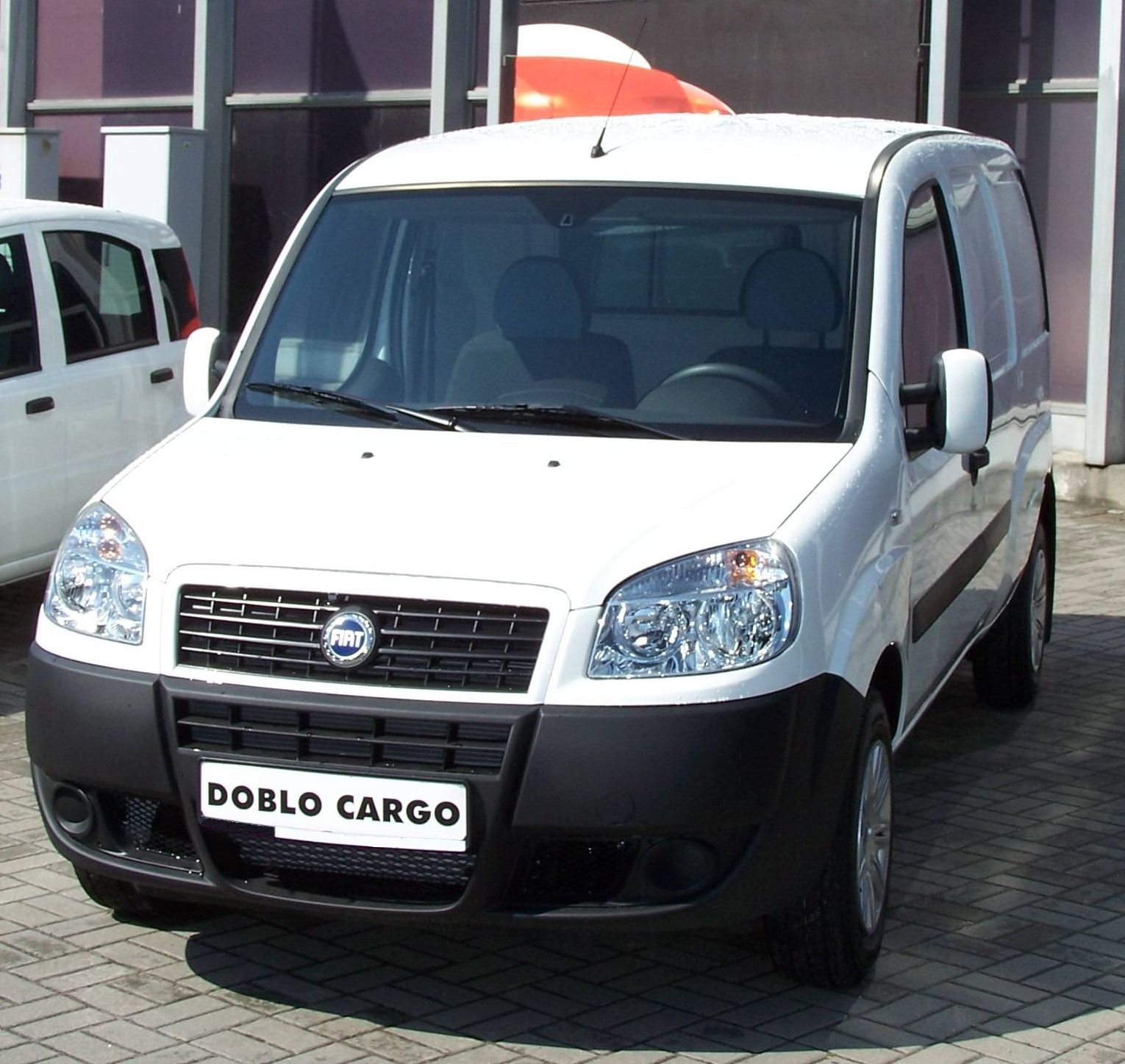
Fiat Doblò ve verzi Cargo (užitkové provedení) po faceliftu
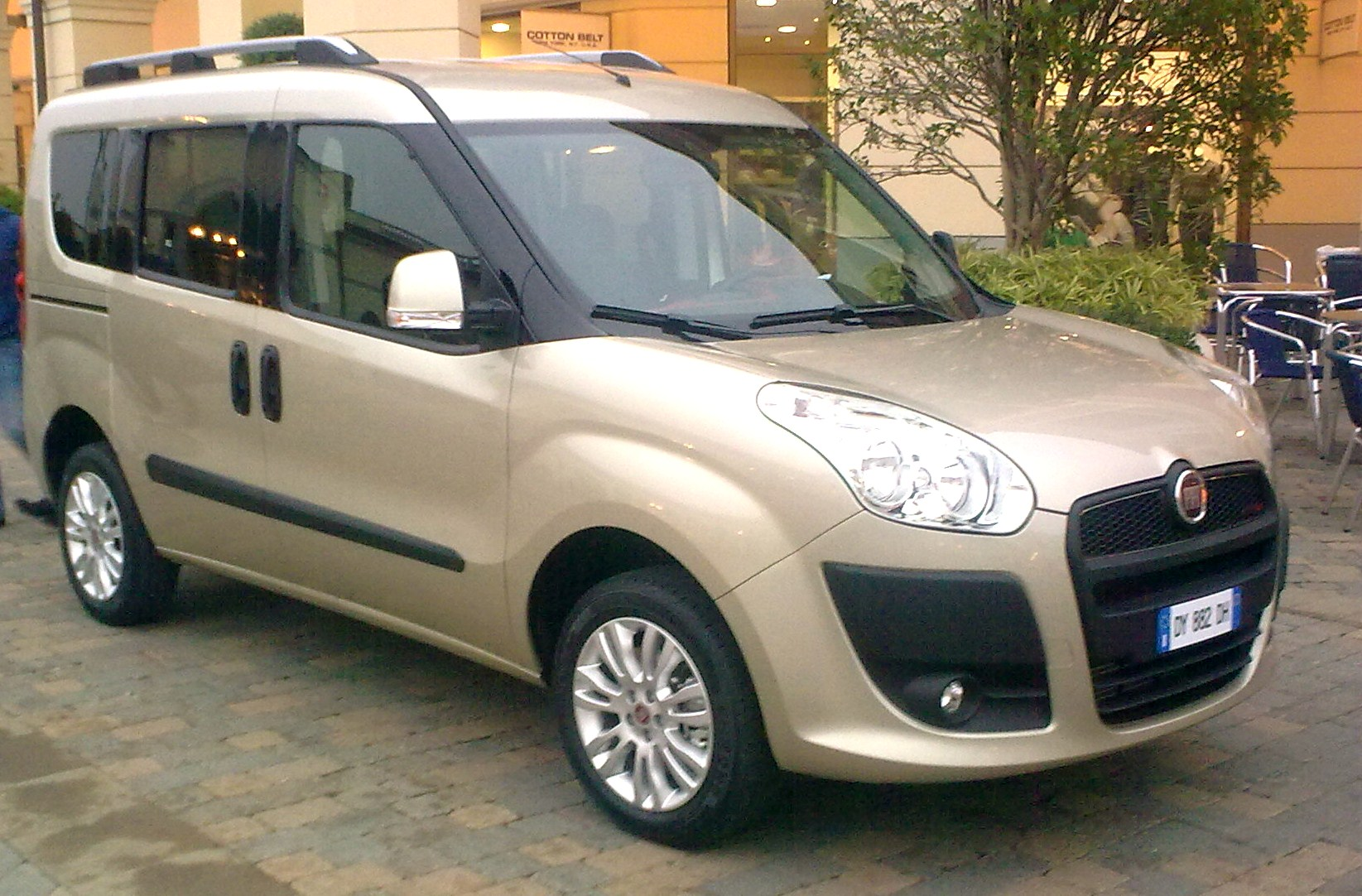
Druhá generace (první foto)
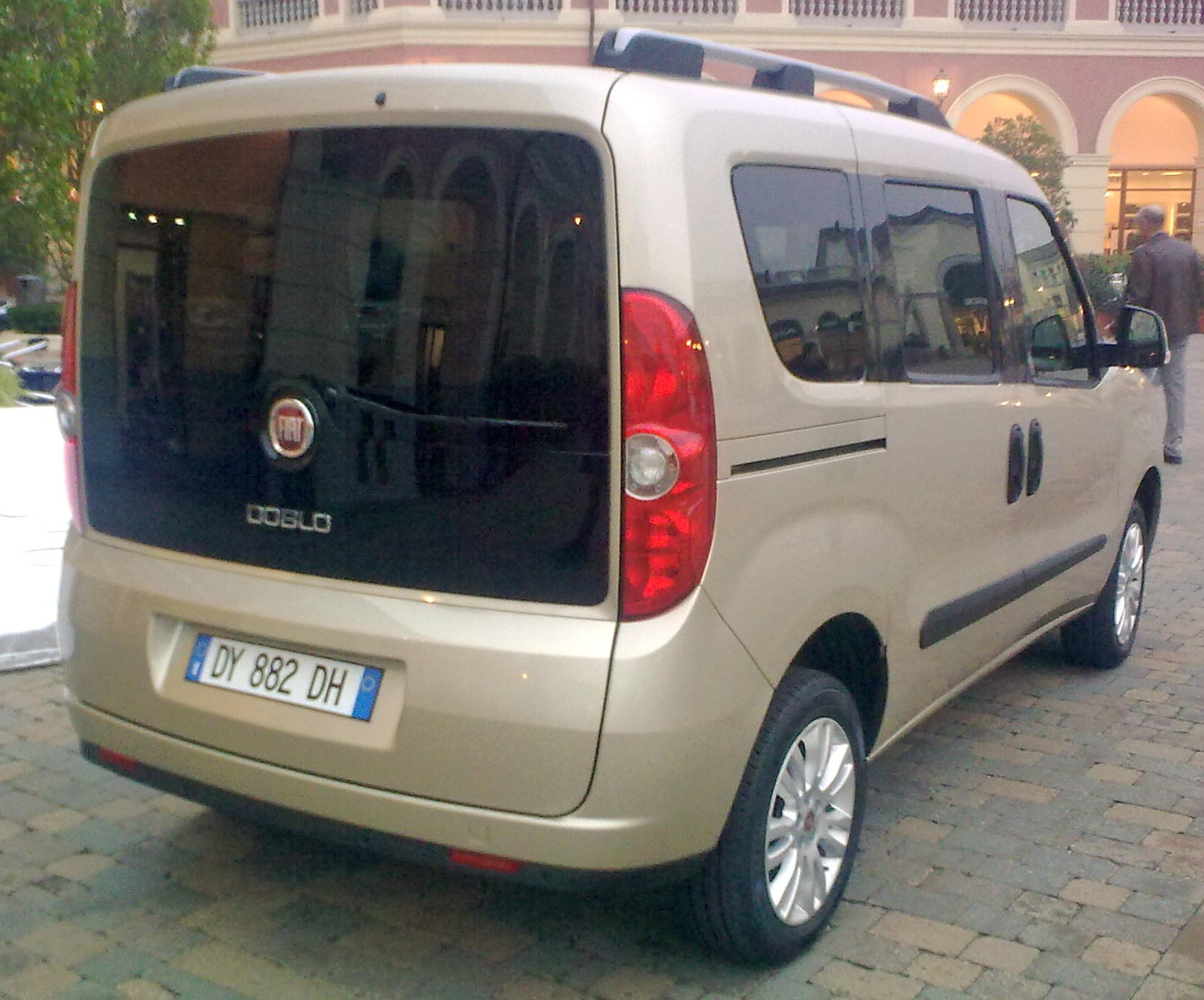
Druhá generace zezadu
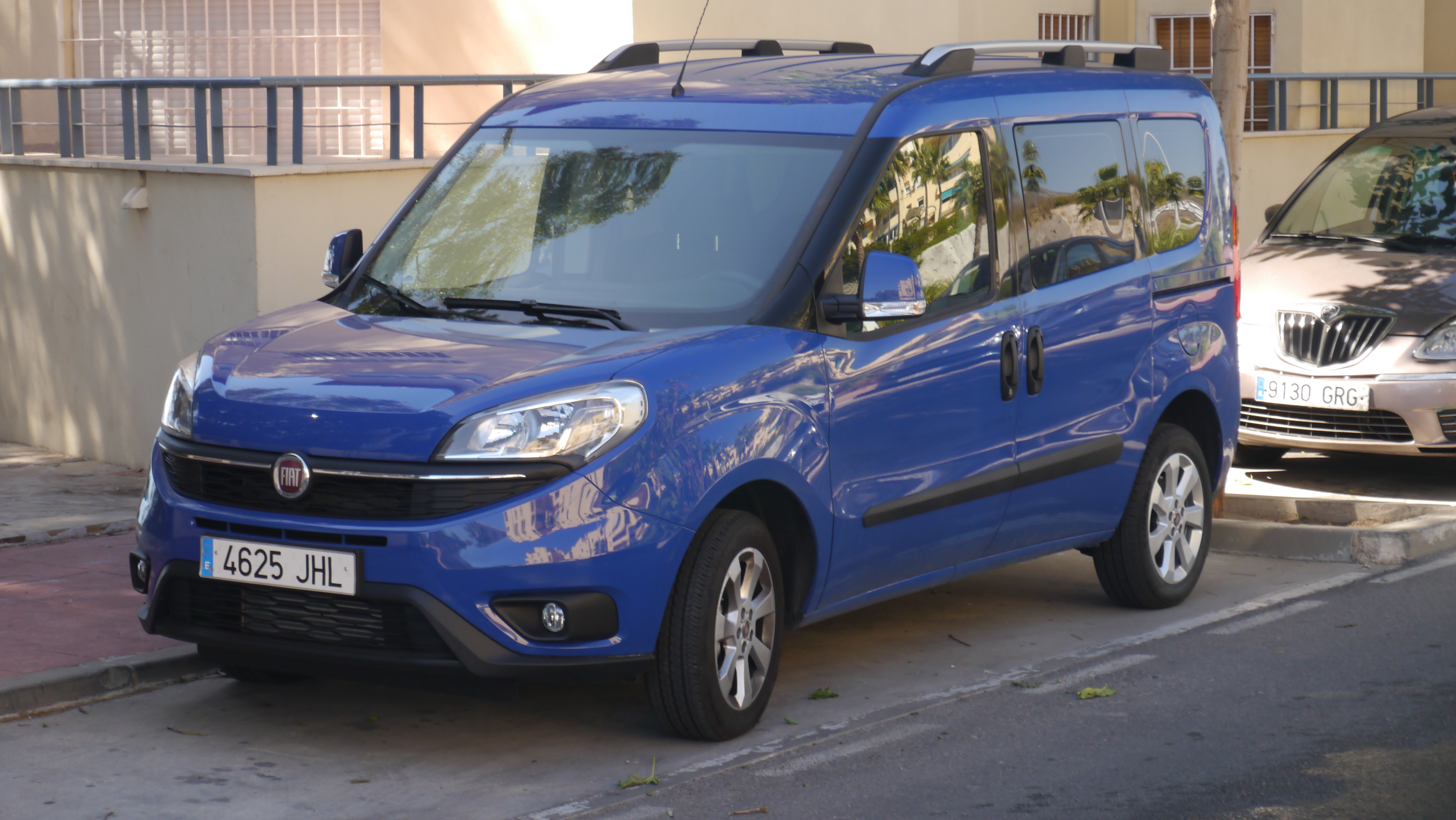
Druhá generace po faceliftu (osobní verze)
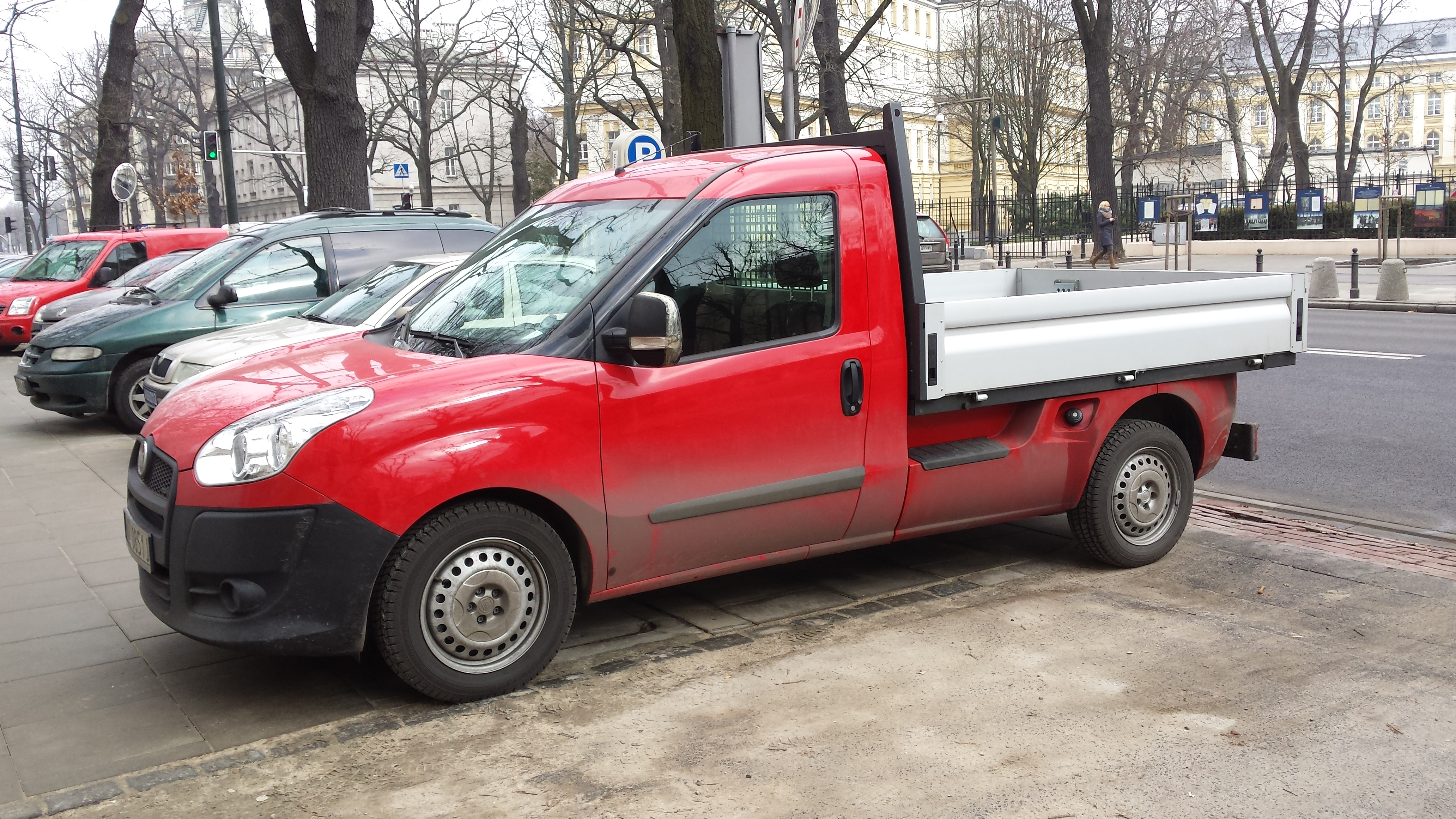
Druhá generace před faceliftem (přestavba s korbou)
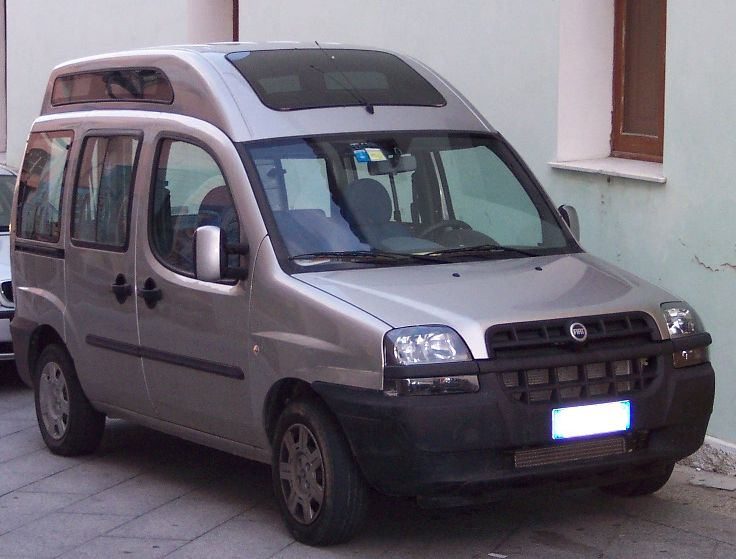
1. gen. před faceliftem (verze XL)
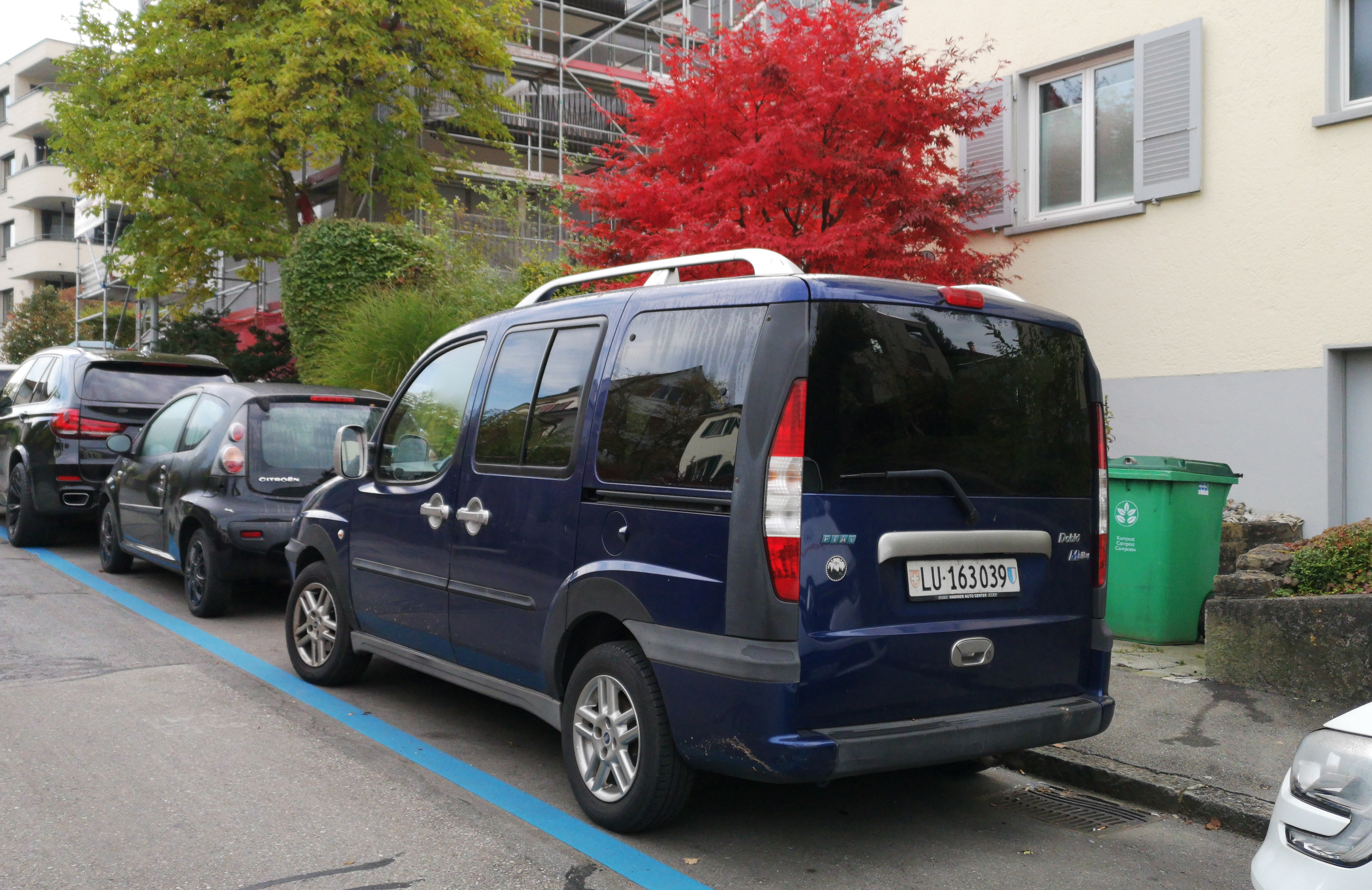
Verze Malibu
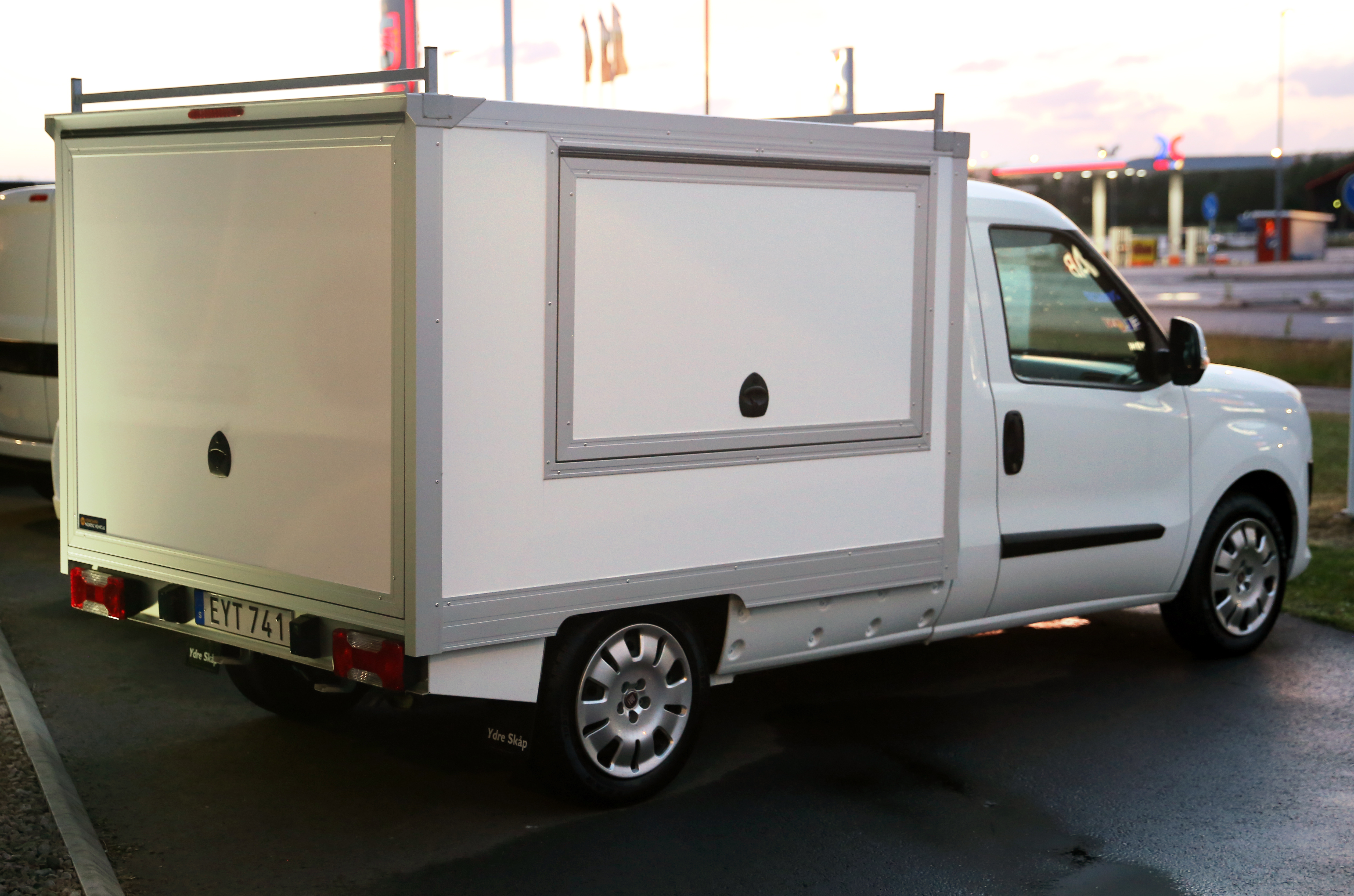
Přestavba
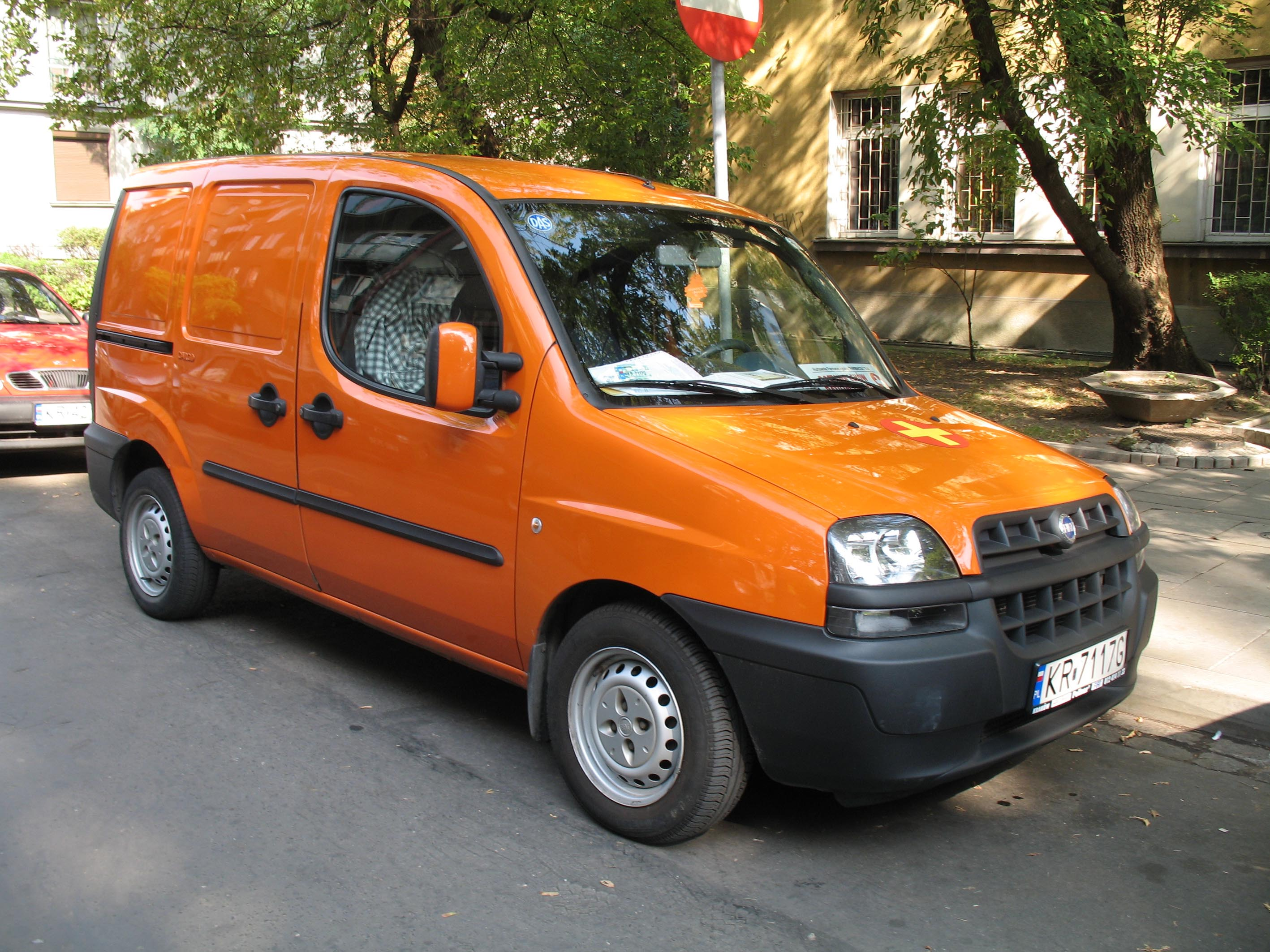
Užitková verze
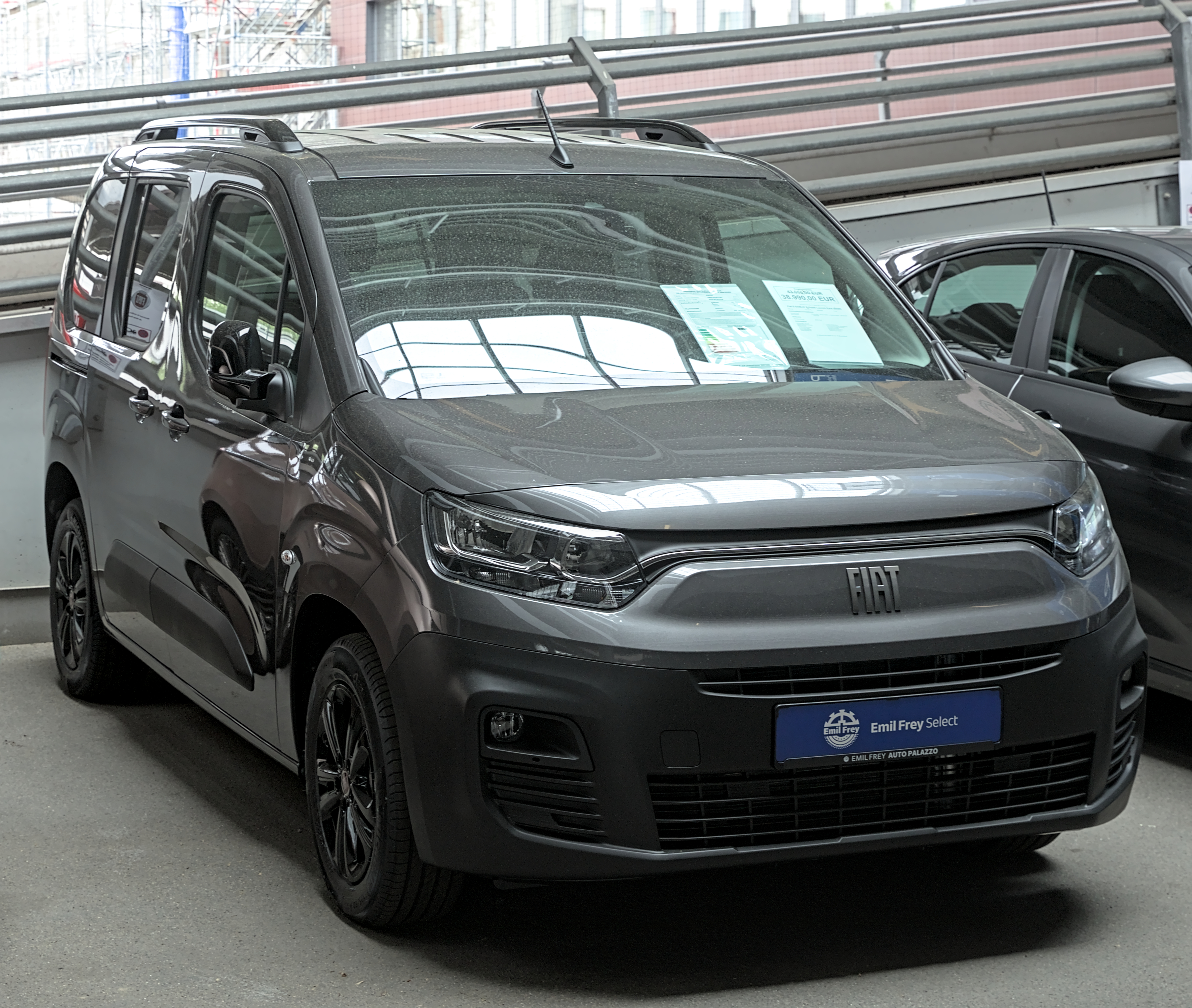
3. generace (osobní)
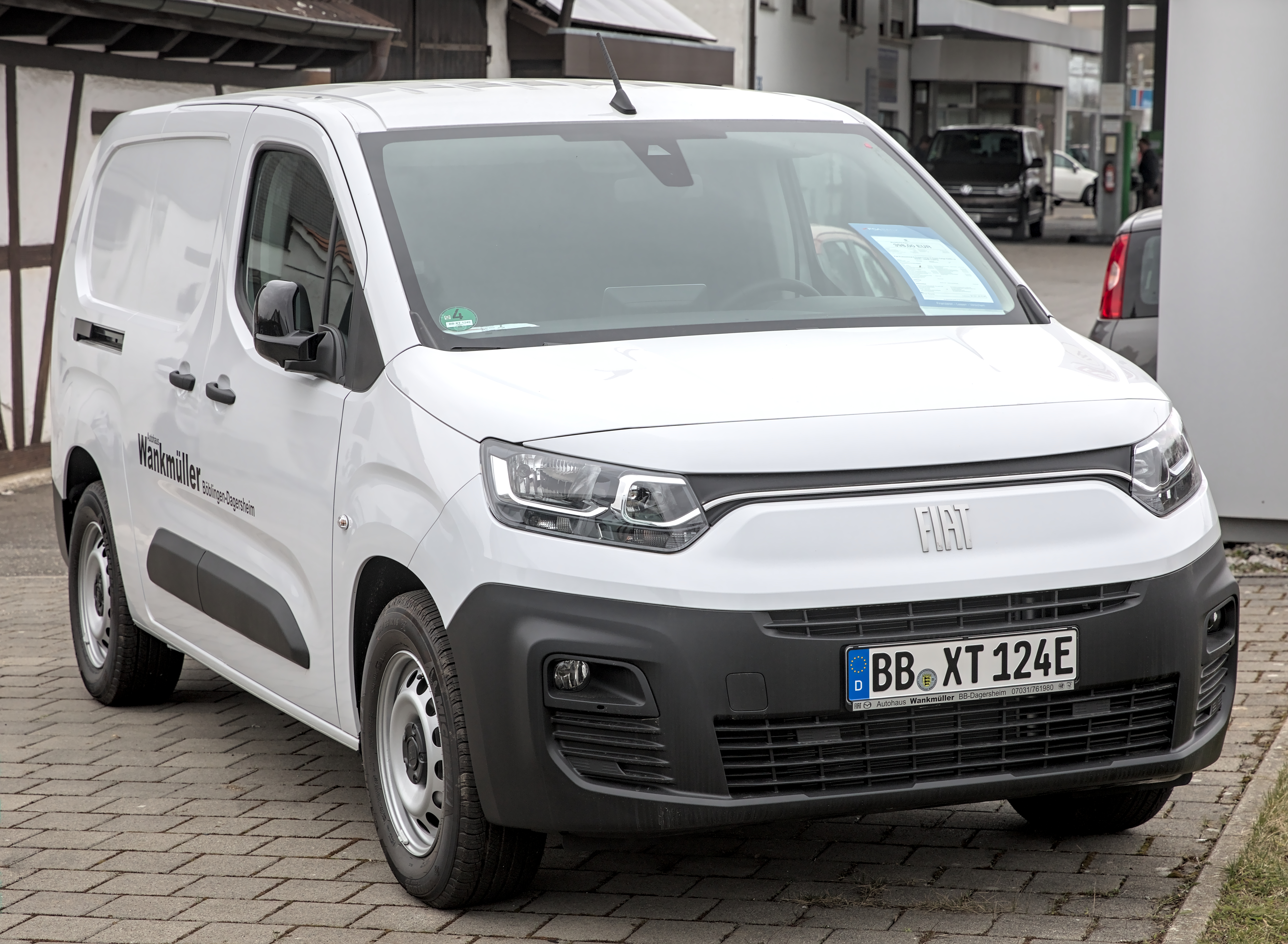
3. generace (Cargo)